# Natàlino
Natàlino (en rus: Натальино) és un poble de l'óblast de Saràtov, a Rússia, segons el cens del 2010 tenia 24 habitants. Pertany al districte municipal d'Arkadak.